# Jay Wheeler
Jay Wheeler, pseudonimo di José Ángel López Martínez (Salinas, 25 aprile 1994), è un cantante portoricano.

## Biografia
Nato a Salinas, è salito alla ribalta nel 2020 grazie alla hit La curiosidad, realizzata con Myke Towers, che ha raggiunto la vetta della classifica dei singoli in Costa Rica e la 2ª posizione in quella della Colombia e della Spagna, collocandosi in top ten di diversi mercati sudamericani, tra cui Argentina e Messico. Il brano, certificato quintuplo platino dalla PROMUSICAE e ottuplo platino dalla RIAA con rispettivamente 200 000 e 480 000 unità vendute, è contenuto nel secondo album in studio dell'artista Platónicos, che ha raggiunto la 23ª posizione della classifica spagnola. In seguito al successo ottenuto nel corso dell'anno, è stato candidato a cerimonie di premiazione come Premio Lo Nuestro e gli iHeartRadio Music Awards, e ha vinto un Premio Juventud.

## Discografia

### Album in studio
- 2019 – Platónico
- 2020 – Platónicos
- 2022 – El amor y yo
- 2022 – Emociones
- 2023 – Trappii
- 2024 – Música buena para días malos
- 2025 – Girasoles

### Album dal vivo
- 2019 – Unplugged
- 2023 – Jay Wheeler en vivo

### EP
- 2022 – De mi para ti

### Singoli
- 2018 – No me engañas
- 2018 – Equivocada
- 2018 – Por tu culpa (solo o feat. Rubiel International)
- 2018 – Mencioname
- 2018 – Tal vez
- 2018 – Un pecado
- 2018 – Peligrosa
- 2019 – Mensaje de voz
- 2019 – Quédate sola
- 2019 – Te soñé
- 2019 – Otra noche más
- 2019 – Sin ti (solo o con Prey Hunter)
- 2019 – 4 Life (Remix) (con Anonimus e Queen Rowsy feat. Pusho)
- 2020 – Mejor así
- 2020 – Me enamoré
- 2020 – Lloras (con Cauty, Lenny Tavárez, Noriel e Alex Rose)
- 2020 – Vivir
- 2020 – On Call (con Dozi)
- 2020 – Matemos las penas (con Lary Over)
- 2020 – Tienes tanta vida (con Onell Diaz)
- 2020 – Cenicero (con Javiielo)
- 2020 – No lo niegues (con Kevvo)
- 2020 – No te veo (con Pacho el Antifeka)
- 2020 – Ataca (remix) (con Lenny Tavárez, Chimbala, Juhn e Omar Montes)
- 2020 – Quiéreme mientras se pueda (remix) (con Manuel Turizo e Miky Woodz)
- 2020 – Que hablen (con Ñejo)
- 2020 – Tus besos (remix) (con Juanka)
- 2020 – Cuál de los dos (con Hozwal)
- 2020 – No te asustes (remix) (con Amy de Oro, Alex Rose e Miky Woodz)
- 2020 – Pase lo que pase (remix) (con Andrez Babii e DJ Nelson)
- 2020 – Vete pal carajo (con DJ Nelson feat. Yan Block)
- 2020 – Sin ropa (con Anonimus e Lenny Tavárez)
- 2020 – Cuando bebo (con Chris Wandell)
- 2020 – I Love You (con Tito el Bambino)
- 2020 – La curiosidad (con Myke Towers)
- 2021 – No te quiero ver (remix) (con VF7)
- 2021 – Desnudarte (con Brytiago)
- 2021 – Cómo olvidar (con Olga Tañón)
- 2021 – Amor de febrero
- 2021 – No te enamores (remix) (con Milly, Farruko, Nio García e Amenazzy)
- 2021 – Viendo el techo
- 2021 – Conexión (con Foreign Teck e Justin Quiles feat. Bryant Myers, Eladio Carrión & Tory Lanez)
- 2021 – Si te veo (con Arcángel e Miky Woodz)
- 2021 – Fragancia (con Juhn)
- 2021 – Salió (con Amenazzy)
- 2021 – Otro fili (con J Balvin)
- 2021 – Dos tragos
- 2021 – Take My Life (con Tyla Yaweh)
- 2021 – Biol-101
- 2021 – Loquita (con Randy)
- 2021 – Finde (con iZaak)
- 2021 – Alejarme de ti (con Eladio Carrión)
- 2022 – Chantaje (con Gigolo y la Exce)
- 2022 – Nadie (con Miky Woodz e Nio García)
- 2022 – De ti (con Alex Rose)
- 2022 – Si te preguntan... (con Prince Royce e Nicky Jam)
- 2022 – Suelta (con Mora)